# Calvin Goddard
Calvin Goddard (* 17. Juli 1768 in Shrewsbury, Worcester County, Province of Massachusetts Bay; † 2. Mai 1842 in Norwich, Connecticut) war ein US-amerikanischer Politiker. Zwischen 1801 und 1805 vertrat er den Bundesstaat Connecticut im US-Repräsentantenhaus.

## Werdegang
Calvin Goddard besuchte zunächst die Plainfield Academy und studierte danach bis 1786 am Dartmouth College in Hanover (New Hampshire). Nach einem anschließenden Jurastudium und seiner im Jahr 1790 erfolgten Zulassung als Rechtsanwalt begann er in Plainfield in seinem neuen Beruf zu praktizieren.
Politisch war Goddard Mitglied der von Alexander Hamilton gegründeten Föderalistischen Partei. Zwischen 1795 und 1801 war er Abgeordneter im Repräsentantenhaus von Connecticut. Nach dem Rücktritt des Kongressabgeordneten Elizur Goodrich im Jahr 1801 wurde er bei der staatsweit ausgetragenen Nachwahl als dessen Nachfolger in das US-Repräsentantenhaus in Washington, D.C. gewählt. Bei den folgenden beiden regulären Kongresswahlen in den Jahren 1802 und 1804 wurde Goddard jeweils bestätigt. Er trat sein Mandat am 14. Mai 1801 an und übte es bis 1805 aus, trat aber noch vor der konstituierenden Sitzung des 1804 gewählten Kongresses zurück.
Im Jahr 1807 wurde Goddard erneut in das Repräsentantenhaus von Connecticut gewählt, dessen Präsident er wurde. Im gleichen Jahr zog er nach Norwich, wo er als Rechtsanwalt arbeitete. Zwischen 1808 und 1815 war Goddard Mitglied im Regierungsrat von Connecticut. 1812 fungierte er als föderalistischer Präsidentschaftswahlmann. Im Jahr 1814 war Goddard Delegierter auf einer Versammlung in Hartford, auf der über einen möglichen Austritt der Neuenglandstaaten aus der Union beraten wurde. Hintergrund war der Widerstand dieser Staaten gegen den Britisch-Amerikanischen Krieg von 1812. Für einen Austritt fand sich aber keine Mehrheit. Zwischen 1815 und 1818 war Goddard als Richter am Superior Court von Connecticut tätig. Außerdem amtierte er von 1814 bis 1834 als Bürgermeister von Norwich. Calvin Goddard starb am 2. Mai 1842 in dieser Stadt.